# TeX Live
TeX Live je multiplatformní svobodná distribuce typografického systému TeX, která zahrnuje kromě samotného TeXu i pomocné programy, rozšiřující balíky a fonty. Je součástí repozitářů řady široce používaných linuxových distribucí (kde postupně nahradil teTeX) včetně Debianu, Ubuntu, openSUSE, Fedory a Gentoo. Rovněž jej používají operační systémy z rodiny BSD – OpenBSD, FreeBSD a NetBSD. Ke stažení je varianta i pro Microsoft Windows a Mac OS X (varianta MacTex).